# Miliusa longiflora
Miliusa longiflora är en kirimojaväxtart som först beskrevs av Joseph Dalton Hooker och Thomas Thomson och som fick sitt nu gällande namn av James Sinclair.
Miliusa longiflora ingår i släktet Miliusa och familjen kirimojaväxter. Inga underarter finns listade i Catalogue of Life.